# Christoph Mäder
Christoph Mäder (* 21. Juli 1959) ist ein Schweizer Rechtsanwalt und Präsident des Wirtschaftsdachverbandes economiesuisse.

## Leben
Christoph Mäder ist im Kanton Aargau aufgewachsen. Er studierte Rechtswissenschaften an der Universität Basel, wo er das Patent als Rechtsanwalt erlangte. Nach seiner Tätigkeit als wissenschaftlicher Assistent für Staats- und Verwaltungsrecht an der Universität Basel begann er seine berufliche Karriere bei der Aargauischen Industrie- und Handelskammer. Ab 1992 wurde er Leitender Rechtskonsulent für Sandoz und dann für deren Mutterfirma Novartis. Im Jahre 2000 trat Christoph Mäder in die Konzernleitung der Firma Syngenta ein, wo er bis 2018 für verschiedene Konzernfunktionen im Rechtsbereich, der Compliance, dem Umweltschutz und dem Risikomanagement verantwortlich war. Zudem leitete er sämtliche Konzernaktivitäten in der Schweiz.

## Weitere Tätigkeiten
- Präsidium von Scienceindustries (schweizerischer Wirtschaftsverband der chemisch-pharmazeutischen Industrie) bis 2018
- Mitglied des Vorstandsausschusses von economiesuisse bis zu seiner Wahl als deren Präsident im Jahr 2020 als Nachfolger von Heinz Karrer
- Verwaltungsrat der Firmen Lonza Group und der Bâloise Holding (Vizepräsidium)
- Verwaltungsrat Ems-Chemie (bis August 2023)
- Mitglied des Bankrats der Schweizerischen Nationalbank
- Mitglied des Stiftungsrats von Schweizer Jugend forscht